# Sukarena (Suka Karya)
Sukarena is een bestuurslaag in het regentschap Musi Rawas van de provincie Zuid-Sumatra, Indonesië. Sukarena telt 965 inwoners (volkstelling 2010).